# 四號迪普里弗鎮區 (北卡羅萊納州李縣)
四號迪普里弗鎮區（英語：Township 4, Deep River）是位於美國北卡羅萊納州李縣的一個鎮區。

## 地方資料
四號迪普里弗鎮區的面積為83.66平方千米，皆為陸地。根據2020年美國人口普查的數據，當地共有人口2389人，而人口密度為每平方千米28.56人。